# Fitatsia depressa
Fitatsia depressa là một loài tò vò trong họ Ichneumonidae.